# John Seymour (autor)
John Seymour (Londres, 12 de junio, de 1914 - Condado de Wexford, Irlanda, 14 de septiembre, de 2004) fue una influyente figura del movimiento de autosuficiencia. Su descripción exacta es difícil: era escritor, locutor, ecologista, minifundista y activista; un rebelde contra: el consumismo, la industrialización, organismos genéticamente modificados, ciudades, coches; y un defensor de: la independencia, responsabilidad personal, autosuficiencia, jovialidad (alimento, bebida, bailando y cantando), horticultura, cuidado de la Tierra y el suelo.

## Primeros años
John Seymour nació en Londres, Inglaterra. Su padre murió cuando él era muy joven. Su madre se casó de nuevo y la familia se trasladó a Frinton-on-Sea, al noreste de Essex. Frinton-on-Sea era entonces una villa costera de 2000 habitantes, con club de golf y club de tenis. Puede parecer desde luego poco favorable para el desarrollo de la posterior filosofía de la vida de Seymour. Sin embargo estaba rodeada de campos agrícolas, donde el caballo era el rey y el mar estaba al lado, con aguas tranquilas donde navegar. Esta vida basada en la tierra y el mar le sentaría las bases de su futura visión de una economía de casa pequeña con la agricultura y la pesca como suministradoras de lo esencial de la vida.
Después de cursar estudios en Inglaterra y Suiza, Seymour se matriculó en agricultura en el Wye College, perteneciente entonces a la Universidad de Londres.
En 1934, a los 20 años, marchó a Sudáfrica, donde su deseo de adquirir experiencia en la vida le llevó a enrolarse en una gran diversidad de trabajos. Primero en la región del Karoo, como peón agrícola y como encargado de una granja de ovejas. Luego en Walvis Bay, en África del Sudoeste (la actual Namibia), como marinero, y más tarde como patrón en pesqueros. Luego se dirigió a Rodesia del Norte (actual Zambia), donde trabajó en las minas de cobre como aprendiz de ingeniero de minas. Más tarde entró como oficial ganadero para el Servicio de Veterinaria estatal, y como inspector para el Departamento del Juego en el valle del Río Luangwa. Durante este periodo en África pasó algún tiempo con los bosquimanos, donde hizo amistades y se introdujo en la vida de los cazadores-recolectores.

## De 1939 a 1951
En 1939, al inicio de la Segunda Guerra Mundial, John Seymour viajó a Kenia, donde se alistó en el Kenya Regiment y fue destinado al King’s African Rifles, un regimiento colonial de la armada británica con oficiales blancos. Luchó con ellos contra los italianos en la Campaña de Abisinia (actual Etiopía). Después de derrotar a los italianos, el regimiento fue destinado a la entonces colonia británica de Ceylan (actual Sri Lanka), y más tarde a Birmania, donde las fuerzas aliadas luchaban contra Japón. Para Seymour la guerra acabó con una decepción: su disgusto manifiesto cuando los aliados utilizaron bombas de fisión en Hiroshima y Nagasaki.
Al llegar a Gran Bretaña, Seymour trabajó una temporada en el Thames sailing barge. Estos barcos tradicionales operan todavía en la costa sur y este de Inglaterra. Allí recogió algunas canciones populares sobre este oficio tradicional que se pierde. Después trabajó como funcionario en el Comité Agrícola, buscando trabajos para los prisioneros de guerra alemanes (algunos no habían retornado todavía en 1950). Allí encontró una entrada en la radio, donde creó una serie de programas cortos para la BBC Home Service (Hoy Radio 4) hablando de temas que le interesaban. Mediante la BBC viajó a la India adquiriendo experiencia en las granjas de subsistencia, entonces comunes en el este de Europa y Asia. Sus experiencias en este viaje las reflejó en su primer libro, El largo camino a la India, publicado en 1951.

## Minifundismo
Seymour en 1954 vivía a bordo de una sumaca (velero inglés tradicionalmente destinado al transporte de pescado), cuando se casó con Sally Medwoth, una australiana dedicada al arte cerámico. En este barco viajaron por las aguas y ríos de Inglaterra y Holanda, viajes que más tarde describieron en Navegando a través de Inglaterra. Cuando su primera hija creció, pensaron que una base en tierra firme sería más adecuada. Entonces alquilaron dos remotas masías de 2 hectáreas cerca de Orford, en Suffolk. El modo en que se iniciaron en la autosuficiencia en estos minifundios lo cuentan en La Grasa de la Tierra (1961). A finales de los 60, John Seymour, junto con otras voces radicales como Herbert Read, Edward Goldsmith y Ernst Friedrich Schumacher produjeron una serie de artículos para la revista Resurgence, editada entre 1966 y 1970 por John Papworth.

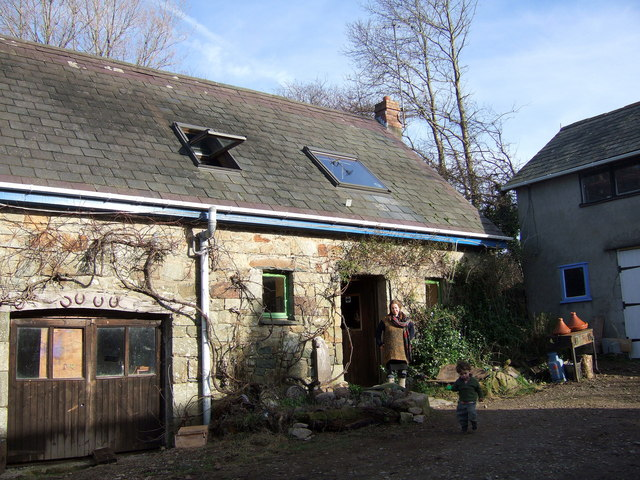
La granja donde vivió, murió y está enterrado el pionero de la autosuficiencia John Seymour (1914 a 2004). Cultivó aquí en la década de 1970 utilizando ideas y técnicas que había aprendido en muchas partes del mundo, escribiendo y enseñando sobre sostenibilidad y atrayendo a muchos seguidores. Algunos de ellos, junto con miembros de su extensa familia, siguen llevando aquí un estilo de vida "ecológico" y trabajan para poner en práctica su filosofía de diversas formas en beneficio de todos.

En 1963 la familia se trasladó a una granja cerca de Newport, en Pembrokeshire. En los 70 la producción de publicaciones de Seymour llegó a su máximo. En 1976 fue publicado el Libro Completo de la Auto Suficiencia, una guía para reales o imaginarios downshifters (gente que abandona trabajos estresantes y competitivos para llevar una vida sana y autosuficiente). Publicado poco después de la obra de Fritz Schumacher Lo Pequeño es Hermoso – Un estudio de economía como si la gente importara (1973), y del estreno de la (más mundana) serie de televisión La Buena Vida (1975), las ventas de este libro sobrepasaron todas las expectativas. Ello también dio gran reputación a sus dos jóvenes editores: Christopher Dorling y Peter Kindersley que habían preparado y publicado el trabajo. Sus trabajos no se restringieron a la auto-suficiencia: además escribió cuatro guías incluidas en las series de la Companion Guide, siendo solicitado para hablar de su visión en forums y conferencias. 
En los 70 y 80 hizo programas de televisión: primero basado en la obra Wild Wales (1862) de George Borrow, y más tarde pasó tres años haciendo la serie de la BBC Lejos del Paraíso (con Herbert Girardet) en la que examinaba la historia del impacto humano en el medio ambiente.
Su granja en Gales recibía visitantes buscando orientación en la vida del minifundista, un proyecto que se desarrolló hacia la Escuela para la Auto-Suficiencia cuando se trasladó al condado irlandés de Wexford en los 80. Allí fue demandado judicialmente en 1999 por dañar una plantación de remolacha transgénica (GM) de la multinacional Monsanto.
En el juicio por causa de estos hechos, le dijo tranquilamente al juez que la destrucción de la remolacha era obra, sin duda, de "fairies" (hadas y duendes). El juez repuso que los "fairies" no dejan huellas de botas en el barro, a lo que él contestó que eso era seguramente porque para evitar la demanda, iban disfrazados.
Pagó una multa mínima.
John volvió a su vieja granja de Pembrokeshire con la familia de su hija, donde vivió los últimos años de su vida. 
Murió el 14 de septiembre de 2004.

## Memoria
John Seymour hablaba y escribía con un estilo memorable y un gran sentido del humor, pero sin renunciar a detalles técnicos o fórmulas químicas cuando hiciesen la explicación más clara.

## Sus libros
- El duro camino a India. 1951. Londres: Eyre & Spottiswoode
- Boys in the Bundu. 1955. Londres: Harrap. Ilustraciones de Sally Seymour
- Round About India. 1955. Londres: Eyre & Spottiswoode
- One Man's Africa. 1956. Londres: Eyre & Spottiswoode
- Sailing Through England. 1956. Londres: Eyre & Spottiswoode. Ilustraciones de Sally Seymour
- The Fat of the Land. 1961. Londres: Faber & Faber. Ilustraciones de Sally Seymour
- On My Own Terms. 1963. Londres: Faber & Faber
- Willynilly to the Baltic. 1965. Edinburgo: William Blackwood & Sons
- Voyage into England. 1966. Newton Abbott: David & Charles
- The Companion Guide to East Anglia. 1970. Londres: Collins
- About Pembrokeshire. 1971. TJ Whalley
- The Book of Boswell - autobiografía de un gitano. 1970. Londres: Gollancz. Autor: Silvester Gordon Boswell, Ed. John Seymour
- Autosuficiencia. 1970. London: Faber & Faber. Con Sally Seymour
- The Companion Guide to the Coast of South-West England. 1974. Londres: Collins
- The Companion Guide to the Coast of North-East England. 1974. Londres: Collins
- The Companion Guide to the Coast of South-East England. 1975. Londres: Collins
- Bring Me My Bow. 1977. Londres: Turnstone Books
- Keep It Simple. 1977. Pant Mawr: Black Pig Press
- The Countryside Explained. 1977. Londres: Faber & Faber. Ilustraciones de Sally Seymour
- I’m A Stranger Here Myself - historia de una granja de Welsh. 1978. Londres: Faber & Faber. Ilustraciones de Sally Seymour
- The Self-Sufficient Gardener. 1978. Londres: Dorling Kindersley
- John Seymour's Gardening Book. 1978. Londres: G.Whizzard Public. Ltd: distribuye Deutsch
- Gardener's Delight. 1978. Londres: Michael Joseph
- Getting It Together - a guide for new settlers. 1980. Londres: Michael Joseph
- The Lore of the Land. 1982. Weybridge: Whittet. Ilustraciones de Sally Seymour
- The Woodlander. 1983. Londres: Sidgwick & Jackson. Ilustraciones de Sally Seymour
- The Smallholder. 1983. Londres: Sidgwick & Jackson. Ilustraciones de Sally Seymour
- The Shepherd. 1983. Londres: Sidgwick & Jackson. Ilustró Sally Seymour
- The Forgotten Arts. 1984. Londres: Dorling Kindersley
- Far from Paradise - la historia del impacto humano en el ambiente. 1986. Londres: BBC Publications. Con Herbert Girardet
- Blueprint for a Green Planet. 1987. Londres: Dorling Kindersley. Con Herbert Girardet
- The Forgotten Household Crafts. 1987. Londres: Dorling Kindersley
- England Revisited - a countryman's nostalgic journey. 1988. Londres: Dorling Kindersley
- The Ultimate Heresy. 1989. Bideford: Green Books
- Changing Lifestyles - living as though the world mattered. 1991. Londres: Gollancz
- Rural Life - pictures from the past. 1991. Londres: Collins & Brown
- Blessed Isle - one man's Ireland. 1992. Londres: Collins
- Seymour's Seamarks (1995). Rye: Academic Inn Books. Ilustró Connie Lindquist
- Traído del Futuro. 1996. Londres: New European,
- Rye from the Water's Edge (1996). Rye: Academic Inn Books. Ilustró Connie Lindquist
- Playing It For Laughs - a book of doggerel. 1999. San Francisco: Metanoia Press. Ilustró Kate Seymour
- The Forgotten Arts And Crafts. 2001. Londres: Dorling Kindersley
- The New Complete Book of Self-Sufficiency. 2002. Londres: Dorling Kindersley. Con Will Sutherland
- The Self-Sufficient Life and How to Live It. 2003. Londres: Dorling Kindersley. Con Will Sutherland

- La vida en el campo
- El horticultor autosuficiente
- La vida en el campo y el horticultor autosuficiente
- El cultivo de frutales y hierbas (Manual práctico de la vida autosuficiente)
- La práctica del horticultor autosuficiente (Manual práctico de la vida)
- Guía práctica de la vida autosuficiente,(título original: The New Complete Book of Selfsufficiency). 1976. Londres: Faber & Faber
- Artes y oficios de ayer

## Citas y referencias
- Datos: Q323710